# Cuauhtémoc
Cuauhtémoc (Tenochtitlán, 1496 – Las Hibueras, 28 febbraio 1525) è stato l'undicesimo e ultimo sovrano azteco.

## Biografia
Figlio di Ahuitzotl e discendente di Acamapichtli (dinastia risalente al 1376), occupò il trono di Tenochtitlán alla morte del cugino Cuitláhuac, che a sua volta era salito al trono alla morte di Motecuhzoma II. Volle che la regina fosse Tecuichpoch, figlia ancora minorenne di Motecuhzoma e della regina Teotlacho. Nei secoli passati il suo nome è stato italianizzato come Guantamozino. 
Il suo grande regno era frammentato in piccole signorie, insofferenti al pagamento del costante tributo e per questo favorevoli agli spagnoli.
Cuauhtémoc, informato che Hernán Cortés stava pianificando di raggiungere con i suoi soldati la capitale dell'impero azteco, organizzò la difesa: rafforzò la piazza (centro nevralgico della vita cittadina), riunì scorte alimentari e distrusse i ponti che collegavano la capitale galleggiante alla terraferma. L'avanzata spagnola fu frenata per 75 giorni (dal 30 maggio al 13 agosto del 1521); alla fine, il 13 agosto del 1521, gli aztechi si asserragliarono sull'isolotto di Tlatelolco.
Qui, debilitato e senza possibilità di continuare la difesa, Cuauhtémoc tentò di porre in salvo la sua famiglia su una barca, ma fu incatenato e portato davanti a Cortés.
La leggenda vuole che Cuauhtémoc abbia detto a Cortés, con tono sprezzante:
Cortés decise di tenerlo in vita, e secondo alcuni racconti «lo abbracciò e gli disse che sarebbe ritornato a rigovernare la splendida Tenochtitlàn ormai in rovina», nei fatti fu preso come prigioniero.
Secondo una leggenda, giorni dopo, il tesoriere Julían de Alderete chiese ai prigionieri dove fosse nascosto il tesoro di Motecuhzoma e non ottenne risposta. Allora mise nell'olio bollente i piedi di Cuauhtémoc e del Signore di Tacuba (o Signore di Tlacopan). La leggenda dice che sopportarono il tormento con grande valore.
Formalmente, Cuauhtémoc continuò a essere il governatore di Tenochtitlán, ma i suoi poteri furono trasferiti a un suo cugino Tlacotzin, meno incline alla rivolta.
Cortés non si fidò mai completamente dell'ultimo sovrano azteco e, secondo la ricostruzione degli storici, Cuauhtémoc, sospettato di tradimento e congiura, venne ucciso per impiccagione a Itzamkanac, nella provincia di Acalan (Campeche), all'alba del 28 febbraio del 1525.

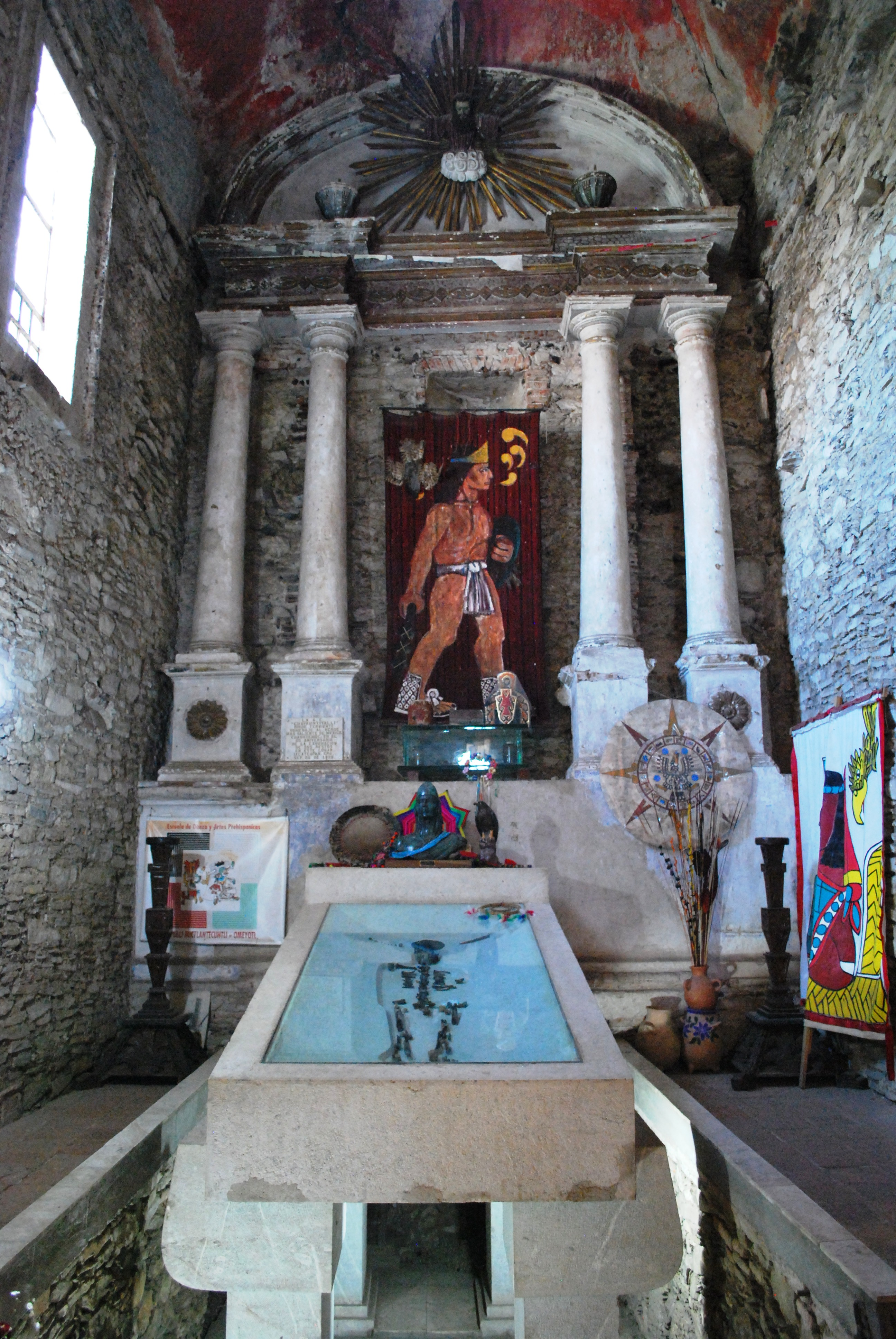
Tomba di Cuauhtémoc a Ixcateopan

Lasciò un figlio, noto in spagnolo col nome di Diego Mendoza de Austria Moctezuma; oggi Cuauthémoc riposa nel Museo de Santa María de la Asunción, nella località di Ixcateopan de Cuauhtémoc, Guerrero.

## Cuauhtémoc nella cultura di massa
Ultimo imperatore azteco, in lui si incarna la lotta delle popolazioni indigene del Messico contro i colonizzatori spagnoli ed è diventato un paradigma di valore e di eroismo per i messicani fin dagli anni '20 dell'Ottocento contro ogni nemico che può venire dall'esterno, sia questo un sovrano europeo come Massimiliano I del Messico o gli Stati Uniti d'America. In Città del Messico un grande monumento in suo onore è stato eretto nel 1887 e sul basamento di questo monumento si può leggere: A la memoria de Quauhtémoc y de los guerreros que combatieron heroicamente en defensa de su patria - MDXXI ("Alla memoria di Cuauhtémoc e dei guerrieri che combatterono eroicamente nella difesa della loro patria - 1521").
In suo onore, la marina militare messicana ha varato nel 1982 la ARM Cuauhtémoc, nave scuola per i cadetti della sua accademia navale.
Gli sono state intitolate molte località del Messico, tra cui:
- Ciudad Cuauhtémoc
- Cuauhtémoc (Colima)
- Delegazione Cuauhtémoc

## Curiosità
- Il suo nome significa "aquila che cadde": dall'unione dei termini nahuatl cuauhtli (aquila) e temoc (discesa).
- Cuauhtémoc è il narratore di una campagna del videogioco Age of Empires II: The Age of Kings. Inoltre in Age of Empires III, nell'espansione The Warchiefs, viene inserito come personalità utilizzabile dal giocatore (ed è doppiato da Oliviero Corbetta).